# Số hóa truyền hình
Số hóa truyền hình là quá trình chuyển đổi và ngưng phát sóng truyền hình analog để chuyển sang phát sóng kỹ thuật số. Mục tiêu chính là chuyển đổi phát sóng analog mặt đất sang phát sóng số mặt đất. Tuy nhiên, việc chuyển đổi này cũng bao hàm sự chuyển đổi từ truyền hình cáp analog sang truyền hình cáp số cũng như chuyển đổi từ truyền hình vệ tinh analog sang truyền hình vệ tinh kỹ thuật số.
Mỗi quốc gia có cách số hóa truyền hình khác nhau; tại một số quốc gia, việc số hóa được thực hiện theo từng giai đoạn như tại Ấn Độ, Việt Nam và Anh, nơi mỗi khu vực có kế hoạch tắt sóng riêng. Tại các nước khác, cả quốc gia sẽ được chuyển đổi vào cùng một thời điểm, như tại Hà Lan, nơi tất cả các kênh analog đồng loạt tắt sóng vào 11 tháng 12 năm 2006. Một số quốc gia có kế hoạch tắt sóng riêng cho từng kênh, như tại Trung Quốc, các kênh CCTV từ 1-5-2006 sẽ được tắt sóng đầu tiên.

## Các mốc thời gian hoàn tất số hóa
- 2006: Hà Lan, Luxembourg (mặt đất)
- 2007: Andorra, Phần Lan, Thụy Điển, Thụy Sĩ
- 2008: Đức
- 2009: Đan Mạch, Đảo Man, Na Uy, Hoa Kỳ (Các trạm phát công suất cao)
- 2010: Bỉ, Croatia, Estonia, Guernsey, Jersey, Latvia, Luxembourg (Cáp và vệ tinh), San Marino, Slovenia, Tây Ban Nha, Anh (Xứ Wales)
- 2011: Áo, Canada (thương mại lớn), Cộng hòa Síp, Pháp, Israel, Nhật Bản (Một phần), Malta, Monaco, Thổ Nhĩ Kỳ, Anh (Scotland)
- 2012: Cộng hòa Séc, Gibraltar, Cộng hòa Ireland, Ý, Nhật Bản (Toàn bộ), Litva, Ả Rập Xê Út, Qatar, Oman, UAE, Jordan, Ai Cập, Bahrain, Iraq, Kuwait, Liban, Syria, Yemen, Bồ Đào Nha, Slovakia, Hàn Quốc, Đài Loan, Anh (Anh và Bắc Ireland)
- 2013: Úc, Azerbaijan, Bulgaria, Hungary, Cộng hòa Macedonia, Mauritius, New Zealand, Ba Lan, Zimbabwe
- 2014: Serbia, Iceland, Namibia, Algérie
- 2015: Belarus, Brunei, Hy Lạp, Ấn Độ, Iran, Maroc, Romania (giai đoạn 1), Rwanda, Thổ Nhĩ Kỳ, Kenya, Uganda, Ghana, México (trạm chính công suất cao)
- 2016: Bermuda, Brasil (Quận liên bang Brasil), México (trạm phụ công suất nhỏ), Mông Cổ, Lào, Ukraina, Chile, Trung Quốc (CCTV), Burundi
- 2017: Bolivia, Colombia, Paraguay, Peru, Sri Lanka, Indonesia, Thái Lan (NBT), Romania (giai đoạn 2)
- 2018: Brasil (thương mại lớn, bao gồm tất cả các thương mại ở khu vực Rio de Janeiro và São Paulo), Costa Rica, Moldova, El Salvador, Thái Lan (Channel 9 MCOT HD, Channel 5 và Thai PBS)
- 2019: Argentina, Nga, Thái Lan, Singapore
- 2020: Panama, Hồng Kông, Thái Lan (Channel 3), Venezuela, Việt Nam
- 2021: Cuba, Cộng hòa Dominica
- 2023: Brasil (thương mại khác), Philippines, Thái Lan (BBTV Channel 7)

## Tổng quan số hóa truyền hình toàn cầu theo quốc gia

Bản đồ tiến trình số hóa truyền hình trên thế giới.
Chú thích:
Số hóa hoàn tất, tất cả tín hiệu analog đã chấm dứt
Số hóa hoàn tất 1 phần, một vài tín hiệu analog đã chấm dứt
Số hóa đang trong tiến trình, hiện phát sóng song song cả tín hiệu analog và kỹ thuật số
Chưa khởi động việc số hóa hoặc việc số hóa đang trong giai đoạn đầu
Không có dữ liệu

| Quốc gia     | Bắt đầu truyền dẫn số hóa | Bắt đầu số hóa          | Hoàn thành số hóa                                                                 |
| ------------ | ------------------------- | ----------------------- | --------------------------------------------------------------------------------- |
| Andorra      |                           |                         | 25 tháng 9 năm 2007                                                               |
| Úc           | 1 tháng 1 năm 2001        | 30 tháng 6 năm 2010     | 10 tháng 12 năm 2013                                                              |
| Bỉ           |                           | 3 tháng 11 năm 2008     | 1 tháng 3 năm 2010                                                                |
| Brasil       | 2 tháng 12 năm 2007       | ngày 1 tháng 1 năm 2015 | ngày 31 tháng 12 năm 2018                                                         |
| Bulgaria     | 1 tháng 1 năm 2009        | 1 tháng 3 năm 2013      | 30 tháng 9 năm 2013                                                               |
| Canada       | 1 tháng 3 năm 2003        | 31 tháng 8 năm 2011     |                                                                                   |
| Croatia      | 13 tháng 6 năm 2002       | 26 tháng 1 năm 2010     | 5 tháng 10 năm 2010                                                               |
| Cộng hòa Séc | tháng 10 năm 2005         | tháng 9 năm 2007        | 12 tháng 2 năm 2012                                                               |
| Đan Mạch     | 1 tháng 3 năm 2003        |                         | 1 tháng 11 năm 2009                                                               |
| El Salvador  | 22 tháng 4 năm 2009       | 1 tháng 3 năm 2018      | 1 tháng 1 năm 2019                                                                |
| Estonia      |                           |                         | 1 tháng 7 năm 2010                                                                |
| Phần Lan     | 21 tháng 8 năm 2001       |                         | 1 tháng 9 năm 2007                                                                |
| Pháp         | 31 tháng 3 năm 2005       | 2 tháng 2 năm 2010      | 29 tháng 11 năm 2011                                                              |
| Đức          |                           | 1 tháng 11 năm 2002     | 25 tháng 11 năm 2008                                                              |
| Hy Lạp       | 20 tháng 3 năm 2006       | 24 tháng 9 năm 2009     | 19 tháng 12 năm 2014                                                              |
| Guernsey     |                           |                         | 17 tháng 11 năm 2010                                                              |
| Hungary      | tháng 10 năm 2001         | 31 tháng 7 năm 2013     | 31 tháng 10 năm 2013                                                              |
| Ấn Độ        | 26 tháng 1 năm 2003       | 31 tháng 10 năm 2012    | 31 tháng 3 năm 2015                                                               |
| Ireland      | 29 tháng 10 năm 2010      |                         | 24 tháng 10 năm 2012                                                              |
| Isle of Man  |                           |                         | 24 tháng 7 năm 2009                                                               |
| Ý            | 2003                      | 15 tháng 10 năm 2008    | 4 tháng 7 năm 2012                                                                |
| Nhật Bản     | 1 tháng 12 năm 2003       | 24 tháng 7 năm 2011     | 31 tháng 3 năm 2012                                                               |
| Jersey       |                           |                         | 17 tháng 11 năm 2010                                                              |
| Latvia       |                           |                         | 1 tháng 6 năm 2010                                                                |
| Litva        | tháng 3 năm 2001          |                         | 29 tháng 10 năm 2012                                                              |
| Macedonia    | 4 tháng 5 năm 2004        | 1 tháng 1 năm 2010      | 1 tháng 6 năm 2013                                                                |
| Mexico       |                           | 18 tháng 7 năm 2013     | 31 tháng 12 năm 2015                                                              |
| Hà Lan       |                           |                         | 11 tháng 12 năm 2006                                                              |
| New Zealand  | 2 tháng 5 năm 2007        | 30 tháng 9 năm 2012     | 1 tháng 12 năm 2013                                                               |
| Na Uy        | 1 tháng 9 năm 2007        | 1 tháng 3 năm 2008      | 1 tháng 12 năm 2009                                                               |
| Peru         | 30 tháng 3 năm 2010       | 28 tháng 7 năm 2020     | 3 tháng 1 năm 2023                                                                |
| Ba Lan       | 30 tháng 9 năm 2010       | 7 tháng 11 năm 2012     | 23 tháng 7 năm 2013                                                               |
| Bồ Đào Nha   | 29 tháng 4 năm 2009       | 12 tháng 1 năm 2012     | 26 tháng 4 năm 2012                                                               |
| Philippines  | tháng 10 năm 2008         | 31 tháng 5 năm 2015     | 31 tháng 12 năm 2015                                                              |
| Qatar        | 1 tháng 1 năm 2002        |                         | 13 tháng 2 năm 2012                                                               |
| Ả Rập Xê Út  | 1 tháng 1 năm 2003        |                         | 13 tháng 2 năm 2012                                                               |
| Slovakia     | 22 tháng 12 năm 2009      | 28 tháng 10 năm 2010    | 31 tháng 12 năm 2012                                                              |
| Slovenia     |                           |                         | 30 tháng 6 năm 2011                                                               |
| Hàn Quốc     | 26 tháng 10 năm 2001      | 1 tháng 9 năm 2010      | 31 tháng 12 năm 2012                                                              |
| Tây Ban Nha  | 15 tháng 11 năm 1999      | 5 tháng 4 năm 2008      | 3 tháng 4 năm 2010                                                                |
| Thụy Điển    | 1999                      | 19 tháng 9 năm 2005     | 29 tháng 10 năm 2007                                                              |
| Thụy Sĩ      |                           | 1 tháng 6 năm 2006      | 1 tháng 1 năm 2008                                                                |
| Đài Loan     | 1 tháng 1 năm 2004        | 7 tháng 5 năm 2012      | 30 tháng 6 năm 2012                                                               |
| Tunisia      | 2012                      | ngày 6 tháng 3 năm 2015 | ngày 3 tháng 4 năm 2015                                                           |
| Anh          | 1998                      | 17 tháng 10 năm 2007    | 24 tháng 10 năm 2012                                                              |
| Mỹ           | 1998                      | 2007                    | 12 tháng 6 năm 2009 (Full power stations) 1 tháng 9 năm 2015 (Low power stations) |
| Việt Nam     | 2013                      | 1 tháng 7 năm 2015      | 28 tháng 12 năm 2020                                                              |

Biểu trưng "Số hoá Truyền hình Việt Nam"

Năm thành phố trực thuộc trung ương gồm Hà Nội, Thành phố Hồ Chí Minh, Hải Phòng, Bắc Quảng Nam, Cần Thơ và Đà Nẵng cùng một số tỉnh lân cận đã tắt sóng Analog. Các tỉnh còn lại sẽ thực hiện tắt sóng Analog theo từng thời gian cụ thể và tiến tới cả nước sẽ hoàn thành tắt sóng Analog vào năm 2020, khi đó các hộ gia đình đang sử dụng các dòng TV < 32 inch được sản xuất trước năm 2013 nếu muốn xem tiếp phải sử dụng đầu thu  DVB-T2 hoặc mua TV đời mới được tích hợp sẵn đầu thu DVB-T2 được sản xuất trong năm 2013, 2014 (< 32 inch kể từ ngày 1/4/2014) và trong tương lai để được xem tiếp các kênh chương trình.